# Las Vegas Mobsters
Las Vegas Mobsters es un equipo de fútbol de los Estados Unidos que juega en la USL Premier Development League, la cuarta liga de fútbol más importante del país.

## Historia
Fue fundado en octubre del año 2013 en la ciudad de Las Vegas, Nevada luego que la USL Premier Development League anunciara que le otorgaría una franquicia a la ciudad para la temporada 2014, aunque en su año de debut terminaron en cuarto lugar de su división y no clasificaron a la US Open Cup del 2015.